# John Richardson (historiador del arte)
John Richardson (Londres, 6 de febrero de 1924-12 de marzo de 2019) fue un historiador de arte británico, especialista en Pablo Picasso.

## Biografía
Tenía previsto una monumental biografía de Picasso en cuatro volúmenes. En 2019, fecha de su fallecimiento, se habían publicado dos volúmenes en español y tres en inglés. 
Como historiador y escritor, la mayor parte de su trabajo se basa en su conocimiento personal de los principales artistas del siglo XX, entre ellos Picasso, Georges Braque y Fernand Léger.
Fue compañero del crítico y especialista en cubismo Douglas Cooper.

## Obras
Selección de obras
- El aprendiz de brujo: Picasso, Provenza y Douglas Cooper. Alianza Editorial, 2001. ISBN 84-206-4459-5
- Picasso. I. Una biografía, 1881-1906; Adolfo Gómez Cedillo (trad.), Esther Gómez Parro (trad.), Rafael Jackson Martín (trad.)Alianza Editorial, 1995. ISBN 978-84-206-9460-3
- Picasso. I. Una biografía, 1881-1906; Adolfo Gómez Cedillo (trad.), Esther Gómez Parro (trad.), Rafael Jackson Martín (trad.) Alianza Editorial, 1995. ISBN 978-84-206-9459-7
- Picasso. II. Una biografía, 1907-1917 ; Adolfo Gómez Cedillo (trad.), Fernando Villaverde Landa (trad.), Rafael Jackson Martín (trad.) Alianza Editorial, 1997. ISBN 978-84-206-9488-7
- Picasso. II. Una biografía, 1907-1917 ; Adolfo Gómez Cedillo (trad.), Fernando Villaverde Landa (trad.), Rafael Jackson Martín (trad.) Alianza Editorial, 1997. ISBN 978-84-206-9491-7
- Maestros sagrados, sagrados monstruos: Beaton, Capote, Dalí, Picasso, Freud, Warhol y otros. Alianza Editorial, 2003. ISBN 84-206-4133-2
- A Life of Picasso. The Triumphant Years, 1917-1932. 592 pp. Alfred A. Knopf.[4][2]